# Ика камење
Ика камење (енгл. Ica stones) је назив за скуп резбареног камења од андезита који су пронађени у Ика провинцији у Перуу. Ови артефакти су препознати као модерне кривотворине и докази који указују на непостојеће ствари.

## Опис артефаката
Камење се састоји од андерзита. Они се разликују по величини, и варирају у величини (највећи су до пречника дужине од 40 центиметара). Као резултат излагања атмосферским утицајима на својој површини ово камење је развило танки слој патине. Овај слој је постао кора која се састоји од фелдспата који је претворен у глину, што резултира са мекшим материјалом на површини који се може изгребати. По Мосовој скали тврдоће материјал на површини је оцијењен тврдоћом између 3 до 4.
Неки цртежи на камењу су плитко угравирани, неки директно урезани, а други су пак настали скидањем позадинског материјалу остављајући слику у рељефу. Слике варирају од једноставних слика на једној страни каменчића, до веома сложени цртежа. Неки од цртежа су дизајнирани у стиловима за који се може рећи да припадају Паракас, Наска, Тијаванако или Инка културама. Неке од слика приказују локално цвјеће или животиње различитих врста. Друге приказују сцене у дизајну преколумбијске уметности, гдје приказују приказују људе и диносаурусе како заједно живе једни уз друге, људе који користе модерну технологију (нпр. телескопе и сл.) и врше напредне медицинске захвате, ванземаљске летјелице и постојеће и непостојеће планете у Сунчевом систему.

## Популаризација од стране Кабрера и позадина приче
Од 1960-их др. Хавијер Кабрера Даркуеја је прикупљао и популаризовао ово камење. Већину ови артефаката је добио од фармера по имену Базилио Ушуја. Ушуја, након што је дуго тврдио да се радило о правим древним артефактима које је пронашао, признао да је сам изрезбарио ове цртеже како би их продао и зарадио. Такође је признао да је патинасти узорак на овим артефактима израдио тако што је пекао камење у крављој балеги.